# Troisième circonscription de Paris de 1958 à 1986
Pour les articles homonymes, voir Troisième circonscription de Paris de 1988 à 2012 et Troisième circonscription de Paris depuis 2012.
De 1958 à 1986, la troisième circonscription législative de Paris recouvrait l'intégralité du 5e arrondissement de la capitale. Cette délimitation s'est appliquée aux sept premières législatures de la Cinquième République française. De 1958 à 1967, elle se confond avec la 3e circonscription de la Seine.
En 1986, cette circonscription a été fusionnée avec la partie sud de la quatrième pour former une nouvelle « deuxième circonscription ».

## Députés élus
| Législature | Début de mandat | Fin de mandat   | Député élu        |  | Parti politique | Observations                                                       |
| ----------- | --------------- | --------------- | ----------------- |  | --------------- | ------------------------------------------------------------------ |
| Ire         | 9 décembre 1958 | 9 octobre 1962  | Jean-Marie Le Pen |  | CNIP            |                                                                    |
| IIe         | 6 décembre 1962 | 2 avril 1967    | René Capitant     |  | UNR-UDT         |                                                                    |
| IIIe        | 3 avril 1967    | 30 mai 1968     | René Capitant     |  | app. UD-Ve      | mandat écourté à la suite d'une dissolution du général de Gaulle   |
| IVe         | 11 juillet 1968 | 12 août 1968    | René Capitant     |  | UDR             | nommé au gouvernement                                              |
| IVe         | 13 août 1968    | 1er avril 1973  | Jean Tiberi       |  | UDR             | suppléant de René Capitant                                         |
| Ve          | 2 avril 1973    | 12 février 1976 | Jean Tiberi       |  | UDR             | nommé au gouvernement                                              |
| Ve          | 13 février 1976 | 2 avril 1978    | Monique Tisné     |  | UDR             | suppléante de Jean Tiberi                                          |
| VIe         | 3 avril 1978    | 22 mai 1981     | Jean Tiberi       |  | RPR             | mandat écourté à la suite d'une dissolution de François Mitterrand |
| VIIe        | 2 juillet 1981  | 1er avril 1986  | Jean Tiberi       |  | RPR             |                                                                    |

En 1985, le président de la République François Mitterrand changea le mode de scrutin des députés en établissant le scrutin proportionnel par département. Le nombre de députés du département de Paris fut ramené de 31 à 21 et les circonscriptions furent supprimées au profit du département.

## Résultats électoraux

### Élections législatives de  1958
| Candidat                    | Candidat              | Parti                     | Premier tour | Premier tour | Second tour | Second tour |  |
| Candidat                    | Candidat              | Parti                     | Voix         | %            | Voix        | %           |  |
| --------------------------- | --------------------- | ------------------------- | ------------ | ------------ | ----------- | ----------- |  |
|                             | Jean-Marie Le Pen élu | CNIP                      | 11 711       | 24,14        | 21 556      | 45,17       |  |
|                             | Lucien Monjauvis      | PCF                       | 8 670        | 17,87        | 10 469      | 21,94       |  |
|                             | Jacques Capron        | MRP                       | 6 909        | 14,24        | Retrait     | Retrait     |  |
|                             | Charles Fatosme       | UNR                       | 4 736        | 9,76         | 10 473      | 21,94       |  |
|                             | Robert Verdier        | UFD                       | 4 216        | 8,69         | 556         | 1,17        |  |
|                             | Frédéric Choffé       | SFIO                      | 3 999        | 8,24         | 4 660       | 9,76        |  |
|                             | Jacques Debû-Bridel   | RS                        | 3 645        | 7,51         | 10          | 0,02        |  |
|                             | Philippe Baume        | Divers droite (Gaulliste) | 1 441        | 2,97         |             |             |  |
|                             | Guy Vinatre           | Extrême droite            | 1 198        | 2,47         |             |             |  |
|                             | Henri Enjalbert       | Modérés                   | 1 155        | 2,38         |             |             |  |
|                             | Dominique Pierrini    | Divers                    | 836          | 1,72         |             |             |  |
|                             |                       |                           |              |              |             |             |  |
| Inscrits                    | Inscrits              | Inscrits                  | 67 298       | 100,00       | 67 298      | 100,00      |  |
| Abstentions                 | Abstentions           | Abstentions               | 17 685       | 26,28        | 18 592      | 27,63       |  |
| Votants                     | Votants               | Votants                   | 49 613       | 73,72        | 48 706      | 72,37       |  |
| Blancs et nuls              | Blancs et nuls        | Blancs et nuls            | 1 097        | 2,21         | 982         | 2,02        |  |
| Exprimés                    | Exprimés              | Exprimés                  | 48 516       | 97,79        | 47 724      | 97,98       |  |
| Source : Gallica et CEVIPOF |                       |                           |              |              |             |             |  |

Le suppléant de Jean-Marie Le Pen était Pierre-Émile Menuet, avocat.

### Élections législatives de  1962
| Candidat                         | Candidat                  | Parti          | Premier tour | Premier tour | Second tour | Second tour |  |
| Candidat                         | Candidat                  | Parti          | Voix         | %            | Voix        | %           |  |
| -------------------------------- | ------------------------- | -------------- | ------------ | ------------ | ----------- | ----------- |  |
|                                  | René Capitant élu         | UNR-UDT        | 16 753       | 43,53        | 19 597      | 50,01       |  |
|                                  | René Thoirain             | PCF            | 7 556        | 19,63        | Retrait     | Retrait     |  |
|                                  | Jean-Marie Le Pen sortant | CNIP           | 7 092        | 18,43        | 6 240       | 15,92       |  |
|                                  | Robert Verdier            | PSU            | 4 211        | 10,94        | 13 348      | 34,06       |  |
|                                  | Frédéric Choffé           | SFIO           | 2 608        | 6,78         | Retrait     | Retrait     |  |
|                                  | Paul Griffon              | Extrême gauche | 268          | 0,7          |             |             |  |
|                                  |                           |                |              |              |             |             |  |
| Inscrits                         | Inscrits                  | Inscrits       | 62 216       | 100,00       | 62 218      | 100,00      |  |
| Abstentions                      | Abstentions               | Abstentions    | 22 993       | 36,96        | 22 100      | 35,52       |  |
| Votants                          | Votants                   | Votants        | 39 223       | 63,04        | 40 118      | 64,48       |  |
| Blancs et nuls                   | Blancs et nuls            | Blancs et nuls | 735          | 1,87         | 933         | 2,33        |  |
| Exprimés                         | Exprimés                  | Exprimés       | 38 488       | 98,13        | 39 185      | 97,67       |  |
| Source : Data.gouv.fr et CEVIPOF |                           |                |              |              |             |             |  |

Le suppléant de René Capitant était Roger Sauphar, ancien conseiller général de la Seine, secrétaire général de l'UDT

### Élections législatives de 1967
| Candidat                         | Candidat                    | Parti          | Premier tour | Premier tour | Second tour | Second tour |  |
| Candidat                         | Candidat                    | Parti          | Voix         | %            | Voix        | %           |  |
| -------------------------------- | --------------------------- | -------------- | ------------ | ------------ | ----------- | ----------- |  |
|                                  | René Capitant sortant réélu | UD-Ve          | 16 678       | 42,29        | 18 457      | 49,01       |  |
|                                  | Bernard Gulon               | PCF            | 8 139        | 20,64        | 13 746      | 36,5        |  |
|                                  | Robert Verdier              | PSU            | 6 673        | 16,92        | Retrait     | Retrait     |  |
|                                  | Jacques Raffin              | CD (PDM)       | 6 066        | 15,38        | 5 456       | 14,49       |  |
|                                  | Pierre-Émile Menuet         | Modérés        | 999          | 2,53         |             |             |  |
|                                  | Georges Schmelz             | Extrême droite | 883          | 2,24         |             |             |  |
|                                  |                             |                |              |              |             |             |  |
| Inscrits                         | Inscrits                    | Inscrits       | 55 781       | 100,00       | 55 781      | 100,00      |  |
| Abstentions                      | Abstentions                 | Abstentions    | 15 724       | 28,19        | 17 367      | 31,13       |  |
| Votants                          | Votants                     | Votants        | 40 057       | 71,81        | 38 414      | 68,87       |  |
| Blancs et nuls                   | Blancs et nuls              | Blancs et nuls | 619          | 1,55         | 755         | 1,97        |  |
| Exprimés                         | Exprimés                    | Exprimés       | 39 438       | 98,45        | 37 659      | 98,03       |  |
| Source : Data.gouv.fr et CEVIPOF |                             |                |              |              |             |             |  |

Le suppléant de René Capitant était Jean Tiberi, chargé des travaux dirigés à la Faculté de Droit, conseiller municipal de Paris, conseiller général de la Seine.

### Élections législatives de  1968
| Candidat                         | Candidat                    | Parti          | Premier tour | Premier tour | Second tour | Second tour |  |
| Candidat                         | Candidat                    | Parti          | Voix         | %            | Voix        | %           |  |
| -------------------------------- | --------------------------- | -------------- | ------------ | ------------ | ----------- | ----------- |  |
|                                  | René Capitant sortant réélu | UDR (URP)      | 16 389       | 44,11        | 20 322      | 63,11       |  |
|                                  | Bernard Gulon               | PCF            | 5 708        | 15,36        | 11 877      | 36,89       |  |
|                                  | Jacques Raffin              | CD (PDM)       | 5 310        | 14,90        |             |             |  |
|                                  | Marc Heurgon                | PSU            | 3 865        | 10,40        |             |             |  |
|                                  | Robert Verdier              | FGDS (SFIO)    | 2 904        | 7,82         |             |             |  |
|                                  | Jean-Marie Le Pen           | Extrême droite | 1 947        | 5,24         |             |             |  |
|                                  | Robert Bonnet               | Divers (TD)    | 421          | 1,13         |             |             |  |
|                                  | Édith Gérard                | Extrême droite | 198          | 0,53         |             |             |  |
|                                  | Robert Azoulay              | Divers droite  | 90           | 0,24         |             |             |  |
|                                  | Candidats divers*           | Divers         | 321          | 0,86         |             |             |  |
|                                  |                             |                |              |              |             |             |  |
| Inscrits                         | Inscrits                    | Inscrits       | 53 630       | 100,00       | 53 630      | 100,00      |  |
| Abstentions                      | Abstentions                 | Abstentions    | 16 117       | 30,05        | 19 088      | 35,59       |  |
| Votants                          | Votants                     | Votants        | 37 513       | 69,95        | 34 542      | 64,41       |  |
| Blancs et nuls                   | Blancs et nuls              | Blancs et nuls | 360          | 0,96         | 2 343       | 6,78        |  |
| Exprimés                         | Exprimés                    | Exprimés       | 37 153       | 99,04        | 32 199      | 93,22       |  |
| Source : Data.gouv.fr et CEVIPOF |                             |                |              |              |             |             |  |

- André Casteilla, "Décider soi-même" était également candidat.
- André Boutot, SE était également candidat.
- Jean Tiberi était suppléant de René Capitant.

### Élections législatives de  1973
| Candidat              | Candidat                                | Parti                | Premier tour | Premier tour | Second tour | Second tour |  |
| Candidat              | Candidat                                | Parti                | Voix         | %            | Voix        | %           |  |
| --------------------- | --------------------------------------- | -------------------- | ------------ | ------------ | ----------- | ----------- |  |
|                       | Jean Tiberi sortant réélu               | UDR (URP)            | 13 689       | 39,89        | 19 051      | 56,89       |  |
|                       | Louis-Paul Letonturier                  | PS (UGSD)            | 5 269        | 15,35        | 14 437      | 43,11       |  |
|                       | Henri Malberg                           | PCF                  | 5 048        | 14,71        | Retrait     | Retrait     |  |
|                       | Albert Brimo                            | CD (MR)              | 3 957        | 11,53        |             |             |  |
|                       | Christian Hervé                         | PSU                  | 2 240        | 6,53         |             |             |  |
|                       | Georges Bidault                         | Divers droite (CN)   | 1 203        | 3,51         |             |             |  |
|                       | Simon Baruch                            | LC                   | 670          | 1,95         |             |             |  |
|                       | Jean Coville                            | CDP (UC)             | 638          | 1,86         |             |             |  |
|                       | Roland de Roys de Lédignan Saint-Michel | FN                   | 626          | 1,82         |             |             |  |
|                       | Aguigui Mouna                           | Sans étiquette       | 380          | 1,11         |             |             |  |
|                       | Bruno Bombarda                          | Divers droite (ARIL) | 283          | 0,82         |             |             |  |
|                       | Pierre Soyer de Bosmelet                | Divers droite (FP)   | 175          | 0,51         |             |             |  |
|                       | Jean-Claude Mahey                       | Divers droite (PLF)  | 139          | 0,41         |             |             |  |
|                       |                                         |                      |              |              |             |             |  |
| Inscrits              | Inscrits                                | Inscrits             | 44 469       | 100,00       | 44 467      | 100,00      |  |
| Abstentions           | Abstentions                             | Abstentions          | 9 727        | 21,87        | 9 816       | 22,07       |  |
| Votants               | Votants                                 | Votants              | 34 742       | 78,13        | 34 651      | 77,93       |  |
| Blancs et nuls        | Blancs et nuls                          | Blancs et nuls       | 425          | 1,22         | 1 163       | 3,36        |  |
| Exprimés              | Exprimés                                | Exprimés             | 34 317       | 98,78        | 33 488      | 96,64       |  |
| Source : Data.gouv.fr |                                         |                      |              |              |             |             |  |

Le Docteur Monique Tisné était la suppléante de Jean Tiberi. Elle remplaça Jean Tiberi, nommé membre du Gouvernement, du 13 février au 2 octobre 1976.
Elle démissionna pour permettre à Jean Tiberi de retrouver son siège.

### Élection législative partielle du 14 novembre 1976
|                                                | Jean Tiberi sortant réélu   | UDR                    | 12 491 | 54,36  |  |  |  |
|                                                | Pierre Guidoni              | PS                     | 4 534  | 19,73  |  |  |  |
|                                                | Jean Elleinstein            | PCF                    | 2 538  | 11,04  |  |  |  |
|                                                | Brice Lalonde               | Divers écologiste (AT) | 1 510  | 6,57   |  |  |  |
|                                                | Victor Leduc                | PSU                    | 373    | 1,62   |  |  |  |
|                                                | Albert Brimo                | Centriste              | 368    | 1,61   |  |  |  |
|                                                | Alain Renault               | FN                     | 343    | 1,49   |  |  |  |
|                                                | André Dupont                | Sans étiquette         | 238    | 1,03   |  |  |  |
|                                                | Christian Azaïs             | GO (UJP) (MDD)         | 150    | 0,65   |  |  |  |
|                                                | Henri Weber                 | LCR                    | 131    | 0,57   |  |  |  |
|                                                | Robert Azoulay              | Divers droite          | 85     | 0,37   |  |  |  |
|                                                | Yvonne de Spirt             | LO                     | 75     | 0,32   |  |  |  |
|                                                | Pierre Fougeyrollas         | Extrême gauche (OCI)   | 68     | 0,29   |  |  |  |
|                                                | Jean Marne                  | Divers droite          | 47     | 0,20   |  |  |  |
|                                                | François Van Alder Weireldt | Extrême droite (GAJ)   | 29     | 0,12   |  |  |  |
|                                                |                             |                        |        |        |  |  |  |
| Inscrits                                       | Inscrits                    | Inscrits               | 44 672 | 100,00 |  |  |  |
| Abstentions                                    | Abstentions                 | Abstentions            | 21 493 | 48,11  |  |  |  |
| Votants                                        | Votants                     | Votants                | 23 179 | 51,89  |  |  |  |
| Blancs et nuls                                 | Blancs et nuls              | Blancs et nuls         | 199    | 0,86   |  |  |  |
| Exprimés                                       | Exprimés                    | Exprimés               | 22 980 | 99,14  |  |  |  |
| Source : Le Monde, édition du 16 novembre 1976 |                             |                        |        |        |  |  |  |

Mme Monique Tisné était la suppléant de Jean Tiberi.

### Élections législatives de  1978
|                | Jean Tiberi sortant réélu      | RPR                     | 19 196 | 53,53  |  |  |  |
|                | Françoise Pierra               | PS                      | 6 398  | 17,84  |  |  |  |
|                | Jean Elleinstein               | PCF                     | 4 194  | 11,7   |  |  |  |
|                | Brice Lalonde                  | Écologie 78             | 3 133  | 8,74   |  |  |  |
|                | Danièle Larcena                | PSU (FA)                | 733    | 2,04   |  |  |  |
|                | Françoise Nicq                 | Divers gauche (Choisir) | 493    | 1,37   |  |  |  |
|                | André Dupont dit Aguigui Mouna | Sans étiquette          | 392    | 1,09   |  |  |  |
|                | Blandine Vecten                | LCR (PSPT)              | 302    | 0,84   |  |  |  |
|                | Jacques Robert                 | PFN                     | 300    | 0,84   |  |  |  |
|                | Bernard Verny                  | FN                      | 289    | 0,81   |  |  |  |
|                | Jean-Louis Perrin-Jassy        | Divers droite (RUC)     | 233    | 0,65   |  |  |  |
|                | Yvonne de Spirt                | LO                      | 196    | 0,55   |  |  |  |
|                |                                |                         |        |        |  |  |  |
| Inscrits       | Inscrits                       | Inscrits                | 46 594 | 100,00 |  |  |  |
| Abstentions    | Abstentions                    | Abstentions             | 10 434 | 22,39  |  |  |  |
| Votants        | Votants                        | Votants                 | 36 160 | 77,61  |  |  |  |
| Blancs et nuls | Blancs et nuls                 | Blancs et nuls          | 301    | 0,83   |  |  |  |
| Exprimés       | Exprimés                       | Exprimés                | 35 859 | 99,17  |  |  |  |

Monique Tisné était la suppléante de Jean Tiberi.

### Élections législatives de  1981
|                | Jean Tiberi sortant réélu       | RPR (UNM)            | 17 580 | 56,09  |  |  |  |
|                | Élisabeth Gateau                | PS                   | 8 451  | 26,96  |  |  |  |
|                | Brice Lalonde                   | MÉP                  | 2 587  | 8,25   |  |  |  |
|                | Anne Fontes                     | PCF                  | 1 773  | 5,66   |  |  |  |
|                | Nicole Bontemps                 | PSU                  | 646    | 2,06   |  |  |  |
|                | André Dupont, dit Aguigui Mouna | Divers écologiste    | 297    | 0,95   |  |  |  |
|                | Brigitte Gordon                 | Extrême gauche (CCA) | 8      | 0,02   |  |  |  |
|                | Alain Rondanina                 | PFN                  | 0      | 0,00   |  |  |  |
|                | Godefroy Pietreschi             | Divers               | 0      | 0,00   |  |  |  |
|                |                                 |                      |        |        |  |  |  |
| Inscrits       | Inscrits                        | Inscrits             | 45 006 | 100,00 |  |  |  |
| Abstentions    | Abstentions                     | Abstentions          | 13 471 | 29,93  |  |  |  |
| Votants        | Votants                         | Votants              | 31 535 | 70,07  |  |  |  |
| Blancs et nuls | Blancs et nuls                  | Blancs et nuls       | 193    | 0,61   |  |  |  |
| Exprimés       | Exprimés                        | Exprimés             | 31 342 | 99,39  |  |  |  |

Monique Tisné était la suppléante de Jean Tiberi.